# Arm & Hammer
Arm & Hammer是美国大型家居用品制造商Church & Dwight旗下的一个小苏打品牌。该品牌的商標為一个肌肉发达的手臂拿着一把锤子，因此又俗稱為鐵鎚牌。起初以Arm & Hammer名義銷售的產品只有小苏打和洗衣粉，1970年代开始，牙膏、洗衣粉、腋下除臭剂和猫砂等產品紛紛入駐Arm & Hammer。

## 軼事
人們經常聲稱該品牌的起源是大亨亞曼德·漢默，但是Arm & Hammer品牌在亞曼德誕生之前已經使用了31年。亞曼德經常被問到有關Church & Dwight品牌的問題，以至於他試圖收購該公司。雖然沒有成功，但哈默的西方石油公司在1986年獲得了足夠的股票，讓他加入了Church & Dwight董事會。
亞曼德一直是Arm & Hammer的所有者之一，直到1990年去世。